# زیگفرید بریتزکه
زیگفرید بریتزکه (به آلمانی: Siegfried Brietzke) ورزشکار مرد رشتهٔ روئینگ اهل آلمان شرقی است. وی در بین سال‌های ‎۱۹۷۲ تا ۱۹۸۰ میلادی در مسابقات بازی‌های المپیک تابستانی در مجموع ۳ مدال طلا را کسب کرد.